# 自以為是者
自以為是者（德語：Besserwisser），又譯自以為無所不知者，是德語的一個口語，用以描述喜歡用逼迫、說教形式表達意見的人，且這類人會展現對特定或全部事件有著比別人更多理解、更高教育程度或更能夠評判的神態。周遭的人會對這種人的行為表示不滿，並非因為人們羨妒其（所謂的或實際的）知識, 而是他們通常會不請自來地賣弄知識，而且不斷地否定他人的見解與論點。這種行為通常給人高傲自大及做人不夠圓融的印象。其過度的競爭行為，如果不是出於對話題的興趣，而是為了「正確」而討論，也會令人感到不愉快。

## 當作人身攻擊的字眼
「自以為是者」在德語多當作人身攻擊的字眼。「自以為是者」最溫和的用法是跟對方表明，他的溝通態度令人感到不舒服。此外，還有另一種用法，但較不洽當。透過人身攻擊的方式，以斷言他人完整的論證是無效的。

## 自以為是者的行為模式
自以為是者有時的確對談論的主題具有相當程度的了解，但是他們卻試圖透過展現專業知識來獲得權威的社會地位，所以自以為是者的態度會被視為對其他與談人默認之權力結構的仇視表現。因此周圍的人通常認為他們發言的時間點與內容不太恰當。德語中，自以為是者一詞也可以意指透過暗中斥責現存權力結構來限制思想，甚至建立禁忌。
在某些狀況下，自以為是者會偽造大部分的知識。在事實論證的過程中，他們據稱的知識必然會被提出並驗證。他們則會堅持不懈地以似是而非的論點及假象脫身，以便讓這些荒誕的言論長時間不被發現。通常當事人甚至完全沒有自覺。
如同激進分子一般，尤其當自以為是者固執且嘮叨的堅持著自己先入為主的意見時，容易引起周圍的人不滿。

## 相關書籍
- Wolfgang Ebert, Stephen Potter: . Kabel, Hamburg 1999, ISBN 3-8225-0261-8.